# 크리스탈신소재
크리스탈신소재(영어: China Crystal New Material Holdings)는 케이맨 제도(Cayman Islands. 카리브해에 있는 영국 영토. 수도는 조지타운이고 공용어는 영어이지만 스페인어도 사용된다)의 제조업체이다.